# Hymenocallis tridentata
Hymenocallis tridentata är en amaryllisväxtart som beskrevs av John Kunkel Small. Hymenocallis tridentata ingår i släktet Hymenocallis och familjen amaryllisväxter. Inga underarter finns listade i Catalogue of Life.